# São João do Carú
São João do Carú är en kommun i Brasilien.   Den ligger i delstaten Maranhão, i den nordöstra delen av landet, 1 400 km norr om huvudstaden Brasília. Antalet invånare är 12 315.
I omgivningarna runt São João do Carú växer i huvudsak städsegrön lövskog. Runt São João do Carú är det mycket glesbefolkat, med 5 invånare per kvadratkilometer.